# Prionus debilis
Prionus debilis är en skalbaggsart som beskrevs av Thomas Casey 1891. Prionus debilis ingår i släktet Prionus och familjen långhorningar. Inga underarter finns listade i Catalogue of Life.